# Чамбул
Чамбул — река в России, протекает по Тереньгульскому и Кузоватовскому районам Ульяновской области. Правый приток Свияги.

## География
Река Чамбул берёт начало у нежилого села Светлое Озеро. Течёт на запад по открытой местности мимо села Красноборск. Устье реки находится у села Хвостиха в 328 км от устья Свияги. Длина реки составляет 20 км, площадь водосборного бассейна — 302 км².
Крупнейший приток — река Ерыклинка.

## Данные водного реестра
По данным государственного водного реестра России относится к Верхневолжскому бассейновому округу, водохозяйственный участок реки — Свияга от истока до села Альшеево, речной подбассейн реки — Волга от впадения Оки до Куйбышевского водохранилища (без бассейна Суры). Речной бассейн реки — (Верхняя) Волга до Куйбышевского водохранилища (без бассейна Оки).
Код объекта в государственном водном реестре — 08010400512112100002042.